# دیرک ریچمن
دیرک ریچمن (انگلیسی: Dirk Riechmann؛ زادهٔ ۱۲ مهٔ ۱۹۶۵) بازیکن فوتبال اهل آلمان است.
از باشگاه‌هایی که در آن بازی کرده‌است می‌توان به باشگاه فوتبال بوخوم اشاره کرد.